# Рыбалкин, Станислав Геннадиевич
Станислав Геннадьевич Рыбалкин (28 марта 1935 — 11 августа 1995) — советский и украинский артист оперетты и певец; поэт и писатель.

## Биография
Родился 28 марта 1935 года в Сибири, в рудничном посёлке Берикульский, Кемеровская область. После армии окончил музыкальное училище и свою трудовую деятельность начал артистом оперетты Кемеровского областного театра музыкальной комедии. Публиковал стихи в сибирских газетах и журналах.
Писал с юношеских лет, особенно плодотворно — в последние годы жизни.
С весны 1970 года жил в Чернигове. Поддерживал товарищеские отношения с поэтами Святославом Хрыкиным, Иваном Коваленко.
С ноября 1986 года посещал заседания литературного объединения. Стихи печатал во многих всесоюзных изданиях, а также местных журналах «Донбасс», «Радуга», «Ковчег» (Житомир), альманахе «Черниговцы».
В конце 1995 года, уже после смерти писателя, вышел сборник стихов «В плену совдеповских пространств».
В 2016 году посмертно стал лауреатом премии им. Николая Гоголя «Триумф» — за подвижническую литературную деятельность.